# Carl Gustav Jacob Jacobi
Carl Gustav Jacob Jacobi (10. prosince 1804, Postupim – 18. ledna 1851, Berlín) byl pruský matematik, obecně považovaný za jednoho z nejpodnětnějších učitelů tehdejší doby a za jednoho z největších matematiků všech dob.

## Život
Pocházel z Postupimi a byl židovského původu. Jeho otec byl úspěšný bankéř. Studoval na Humboldtově universitě v Berlíně, kde roku 1825 získal titul doktora filosofie. Jeho disertační práce byla analytickým rozebráním teorie zlomků. Roku 1827 se stal mimořádným a roku 1829 řádným profesorem matematiky na Königsberské universitě. Toto místo zastával do roku 1842.
V roce 1843 Jacobi prodělal kolaps následkem přepracování. Poté na několik měsíců navštívil Itálii, aby se mu zpátky navrátilo zdraví. Tam se mimo jiné seznámil s německým matematikem Dirichletem. Při jeho návratu se přesunul do Berlína, kde žil jako královský penzista až do své smrti. Během revoluce v roce 1848 Jacobi neúspěšně kandidoval do parlamentu za Liberální klub. To po potlačení revoluce zapříčinilo odebrání královské podpory, nicméně jeho sláva a reputace již byla tak velká, že mu byla opět vrácena zpátky.
Jacobi zemřel na neštovice 18. ledna 1851 v Berlíně, kde je taktéž pohřben. Jeho hrob je blízko hrobu astronoma Johanna Enckeho.
Je po něm pojmenován kráter Jacobi na Měsíci.

## Vědecký přínos
Jacobi studoval matematiku na základě prací Eulera, Lagrangea a Laplacea. Jeho práce se dotýkají mnoha oblastí matematiky, ať už teoretické – teorie funkcí, teorie čísel, lineární algebry, teorie diferenciálních rovnic, ale i aplikované – analytické mechaniky.
První práci vydal v roce 1829 pod názvem Fundamenta nova theoriae functionum ellipticarum (Nové základy eliptických funkcí). Jeho práce o eliptických křivkách byly velmi užitečné pro tehdejší matematickou fyziku. Byl také prvním matematikem, který poznatky o eliptických křivkách využíval v teorii čísel. Právě za výsledky obsažené v tomto díle získal roku 1830 cenu pařížské Académie des sciences. Téhož roku se stal členem petrohradské Imperátorské akademie věd a roku 1832 londýnské Královské společnosti.
Jacobi po sobě zanechal obrovské množství rukopisů, které byly postupně vydávány. Jeho dalšími díly jsou Comnienlatio de transformatione integralis duplicis indefiniti in formam simpliciorem (1832), Canon arithmeticus (1839), Opuscula mathematica (1846–1857). Roku 1866 byly zveřejněny jeho přednášky z let 1842–43 pod názvem Vorlesungen über Dynamik (Přednášky o dynamice).
Funkcionální determinant, dnes zvaný po něm jacobián či Jacobiho determinant uvedl v práci De formatione et proprietatibus determinantium (O tvorbě a vlastnostech determinantů) v roce 1841. V mechanice se zabýval např. řešením problému dvou těles.
V matematice je po Jacobim pojmenováno mnoho pojmů. Sám taktéž přispěl k systému značení – např. parciálních derivací vyšších řádů.